# Franz Mesmer
Franz Anton Mesmer, född 23 maj 1734 i Iznang, död 5 mars 1815 i Meersburg, var en tysk läkare med intresse för astronomi, vilken även teoretiserade kring möjligheten av en naturlig energiöverföring mellan alla djur, något han kallade tierischer Magnetismus i en avhandling från 1779, (se animal magnetism). Den kunde enligt Mesmer praktiseras och användas som botemedel mot olika sjukdomsliknande tillstånd. Metoden kallas också mesmerism.

## Kunglig undersökning i fransk exil
1784 utsåg kung Ludvig XVI fyra medlemmar av den medicinska fakulteten till kommissionärer för att undersöka "le magnétisme animal". På begäran av dessa kommissionärer utsåg kungen ytterligare fem kommissionärer från Kungliga Franska Vetenskapsakademien, däribland kemisten Antoine Lavoisier, läkaren Joseph-Ignace Guillotin, astronomen Jean Sylvain Bailly, och den amerikanske ambassadören Benjamin Franklin.
Istället för Mesmer medverkade en elev till honom, Charles d'Eslon, i undersökningen. Här går uppgifterna isär. Det påstås att kommissionen tillfrågade Mesmer men att han avböjde att medverka och då tillfrågades d'Eslon. En annan uppgift är att Mesmer inte fick någon förfrågan och att kommissionen gick bakom hans rygg. 
Kommissionen genomförde med d'Eslon en serie experiment som inte syftade till att fastställa huruvida mesmeriansk behandling fungerade, men om Mesmer hade upptäckt en ny fysisk vätska. Kommissionen drog slutsatsen att det inte fanns några bevis för en sådan vätska. 
D'Eslon måste ändå ha lyckats med en del av behandlingarna. Oavsett nyttan vid en behandling utökade kommissionen på eget bevåg sitt mandat och tillskrev tillfrisknandet "fantasi". En del positiva fall berodde sannolikt på vad vi idag skulle bedöma som placebo.

## Metod
Tekniken torde vara en blandning av transframkallande och hypnos. Mesmer satt framför sin patient och vidrörde patientens knän, tryckte på patientens tummar, och tittade stelt i patientens ögon. Han flyttade sina händer knappt vidrörande patienternas axlar ner längs armarna. Mesmer tryckte sedan fingrarna på patientens hypochondrium (området nedanför mellangärdet), och kunde ibland hålla sina händer där i timmar.   

## Hypnos
Mesmers idéer och metoder utvecklades vidare efter hans död och ledde till att den skotska kirurgen James Braid lanserade hypnos som behandlingsmetod 1842

## Begrepp
Användningen av termen "animal magnetism" för att översätta Mesmers tierischer Magnetismus är extremt missvisande av tre skäl:

1. Mesmer valde sin term för att särskilja sin variant av "magnetisk" kraft från dem som avsågs, på den tiden, som "mineral magnetism", "kosmisk magnetism" och "planetarisk magnetism".

2. Mesmer ansåg att denna kraft/effekt bara fanns i organ hos människor och djur.

3. Mesmer valde ordet "djur" för sin grundbetydelse (från latinska animus = "själ") särskilt för att utse en kraft/effekt som en kvalitet som tillhörde alla levande varelser (människor och djur.)

## Undersökningen

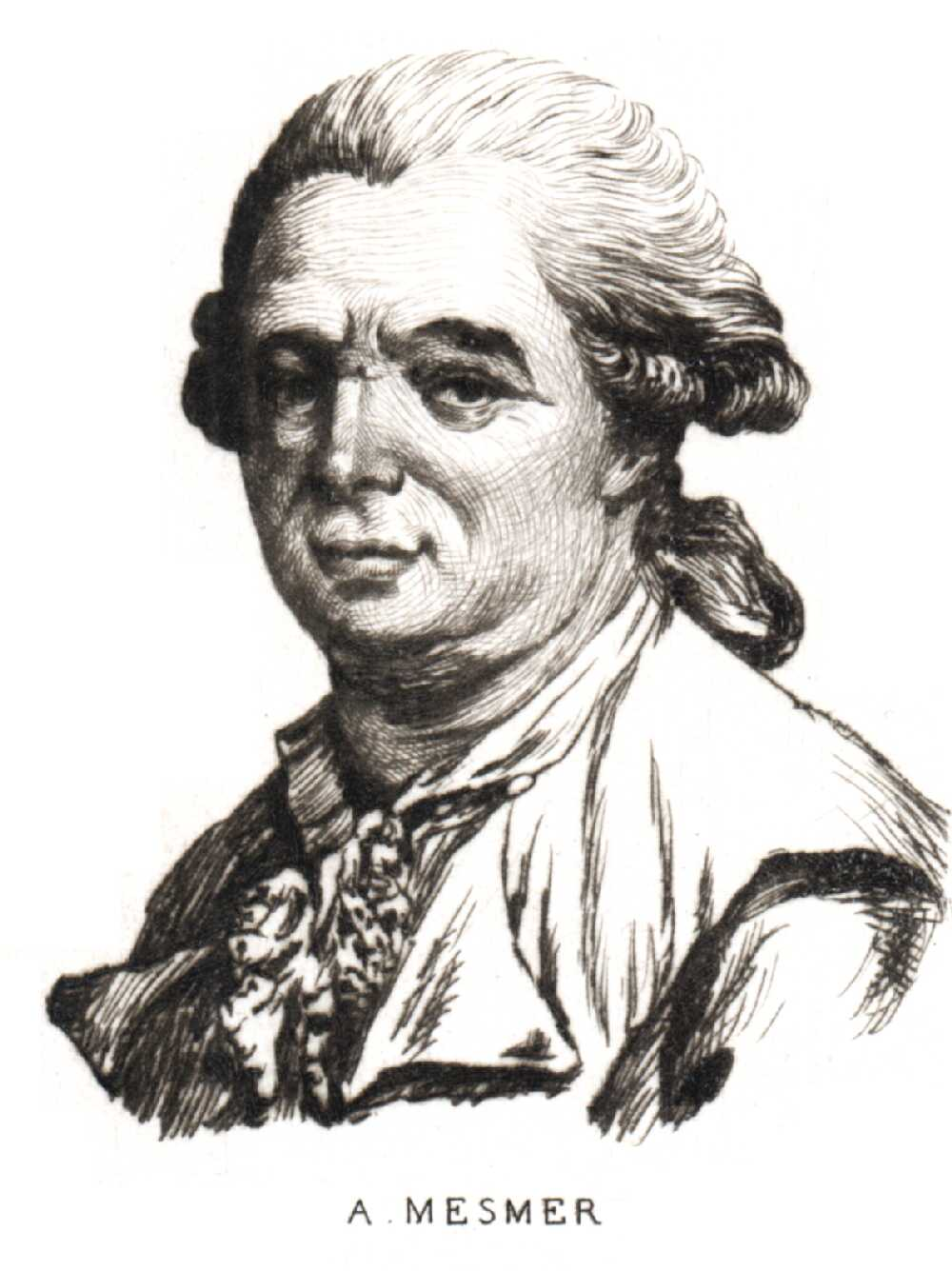
Franz Mesmer

En tidigare elev till Mesmer, Charles D'Eslon åtog sig att utsättas för kommissionens prövning men han misslyckades med att fullt ut replikera Mesmers metod och resultat.
Mesmer beskylldes för att vara charlatan. Till hans försvar framfördes att d'Eslon inte visste allt som ingick i metoden, men ingen hänsyn togs till detta och Mesmer anklagades för kvacksalveri. 
Involverade i Mesmers metod förklarade att det som konstaterats av den kungliga kommissionen inte var ett verk av eller enligt Mesmer. Se Nouvelle Découverte sur le magnétisme animal ou lettre adressé à un Ami de Province par un partisan zélé de la vérité (tillgänglig på nationella franska bibliotek). I detta lilla häftet på sidorna 33–34 fastställer författaren uttryckligen att d'Eslon (som den akademiska kommissionen undersökt) inte kände till det verkliga Mesmersystemet. "Den sanna teorin om det magnetiska systemet har visats för mycket få studenter, och vi utmanar d'Eslon att åstadkomma vad vi gör".

## I litteraturen
Per Olov Enquist gjorde Mesmer bekant genom romanen ’Magnetisörens femte vinter’ utgiven augusti 1964. Boken brukar betraktas som Enquists genombrott som författare.